# James Lafayette
Pour les articles homonymes, voir Lafayette.
James Lafayette, pseudonyme de James Stack Lauder (1853-1923), est un photographe portraitiste de la fin de l'époque victorienne et de l'époque édouardienne. Premier photographe irlandais à recevoir un mandat royal en 1887, il est directeur général, de 1898 à 1923, d'une société dublinoise spécialisée dans les photographies mondaines, Lafayette Ltd.

## Collections
Alors que des milliers d'images ont été créditées aux studios Lafayette, seules 649 photographies qui ont été enregistrées pour le droit d'auteur portent sa signature. Elles sont aujourd'hui conservées au Public Record Office, à Kew, à Londres. La collection Lafayette au Victoria and Albert Museum de Londres comprend 3 500 négatifs sur plaque de verre et celluloïd. Une autre collection de 30 000 à 40 000 négatifs sur nitrate se trouve à la National Portrait Gallery. D'autres photographies se trouvent dans les archives royales au château de Windsor et dans des collections privées à Dublin.